# Jeanne Filleul-Brohy
Jeanne Marie Henriette Haëntjens, coniugata Filleul-Brohy (Parigi, 1º gennaio 1867 – Le Loroux-Bottereau, 20 aprile 1937), è stata una giocatrice di croquet francese.

## Carriera
Partecipò ai Giochi della II Olimpiade di Parigi nelle gare di singolo, una palla, dove non si classificò, e di singolo, due palle, dove giunse quinta.
Ai tornei olimpici di croquet parteciparono anche suo fratello Marcel Haëntjens e i suoi cugini Marie Ohier e Jacques Sautereau.